# Égriselles-le-Bocage
Égriselles-le-Bocage település Franciaországban, Yonne megyében. Lakosainak száma 1387 fő (2022. január 1.). Égriselles-le-Bocage Cornant, Chaumot, Collemiers, Courtoin, Gron, Marsangy, Vernoy és Villeneuve-la-Dondagre községekkel határos.

## Népesség
A település népességének változása:
| Lakosok száma | 1229 | 1293 | 1341 | 1295 | 1321 | 1346 | 1372 | 1370 | 1387 |
|               | 2013 | 2015 | 2016 | 2017 | 2018 | 2019 | 2020 | 2021 | 2022 |